# Friedo Ricken

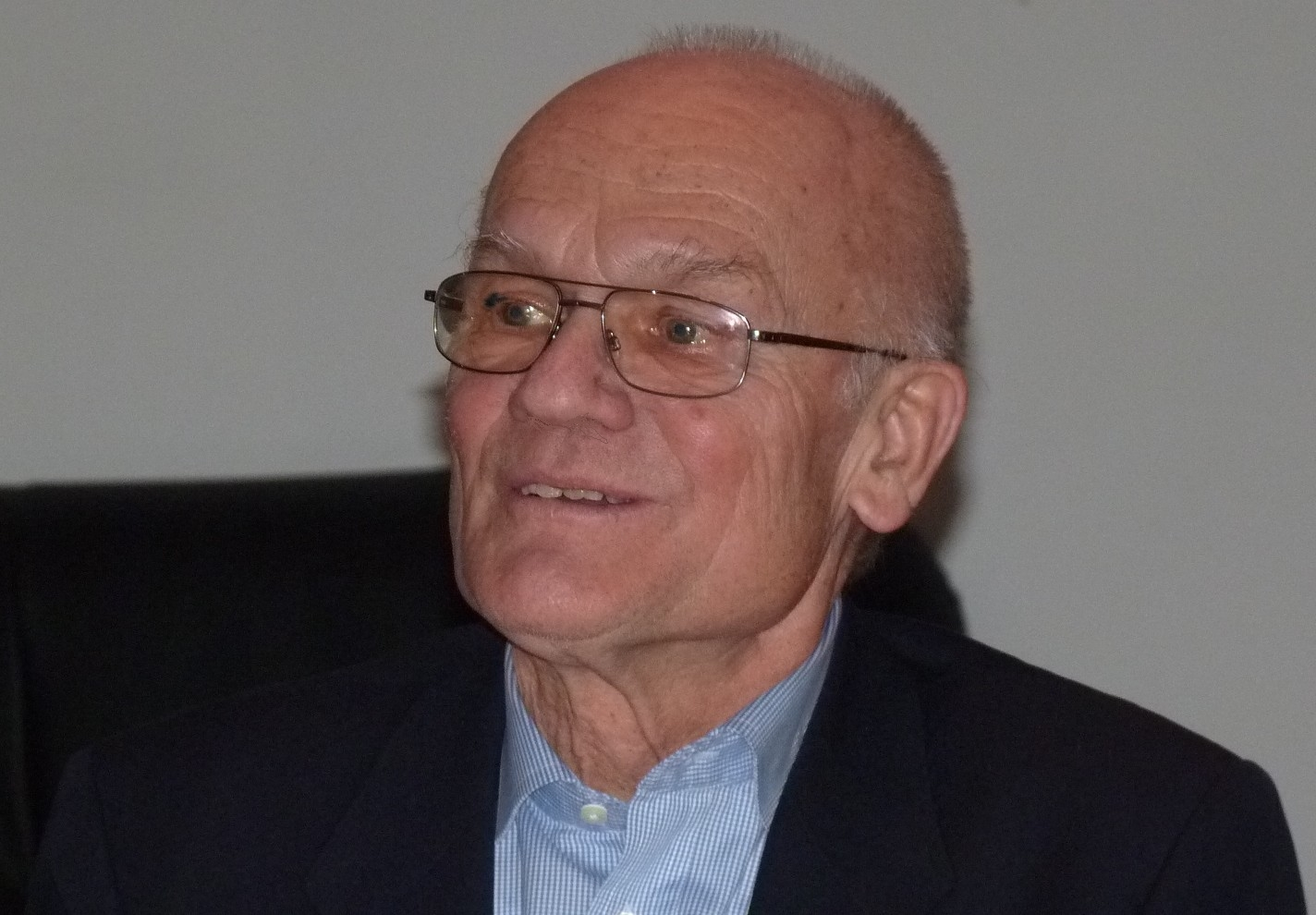
Friedo Ricken S.J. (2012)

Friedo Ricken SJ (* 9. Oktober 1934 in Rheine; † 18. November 2021 in Krailling) war ein deutscher Jesuit und Philosoph.

## Leben
Friedo Ricken trat 1957 der Gesellschaft Jesu bei und studierte klassische Philologie, Philosophie und Theologie. 1966 empfing er die Priesterweihe. 1973 wurde er in Heidelberg bei Ernst Tugendhat mit der Arbeit Der Lustbegriff in der Nikomachischen Ethik des Aristoteles zum Doktor der Philosophie promoviert. 1979 folgte eine theologische Promotion in Innsbruck bei Walter Kern über die Platonische Ontologie als Interpretament des christlichen Kerygmas im Umkreis von Nikaia. 
Von 1974, seit 1982 als Ordinarius, bis zu seiner Emeritierung lehrte er Geschichte der Philosophie und Ethik an der Hochschule für Philosophie München des Jesuitenordens. Darüber hinaus nahm er weltweit zahlreiche Gastprofessuren wahr.
Ricken galt als ein ausgewiesener Kenner sowohl der antiken als auch der sprachanalytischen Philosophie, die er in seinen zahlreichen Publikationen immer wieder miteinander verband. Systematische Schwerpunkte seiner Forschungstätigkeit bildeten neben der Philosophie der Antike auch die Ethik sowie die Religionsphilosophie. Von 1999 bis 2003 war er Sprecher des DFG-Graduiertenkollegs zum Thema „Der Erfahrungsbegriff in der europäischen Religion und Religionstheorie und sein Einfluss auf das Selbstverständnis außereuropäischer Religionen“.
Ricken war Seelsorger im Kartellverband katholischer deutscher Studentenvereine und Mitglied des KStV Guestphalia-Berlin zu Frankfurt am Main, des KStV Staufia-Straßburg zu Frankfurt am Main, der KSStV Alemannia München und der KStV Alamannia Tübingen.

## Werke (Auswahl)
- Der Lustbegriff in der Nikomachischen Ethik des Aristoteles. Vandenhoeck, Göttingen 1976, ISBN 3-525-25140-8.
- Lexikon der Erkenntnistheorie und Metaphysik. Beck, München 1984, ISBN 3-406-09288-8 (Hrsg.)
- (Hrsg.): Philosophen der Antike I–II. 2 Bände. W. Kohlhammer, Stuttgart / Berlin / Köln 1996.
- Klassische Gottesbeweise in der Sicht der gegenwärtigen Logik und Wissenschaftstheorie, 2. Aufl., Kohlhammer, Stuttgart 1998, ISBN 3-17-014416-2 (Hrsg.)
- Philosophie der Antike. 3. Aufl., Kohlhammer, Stuttgart u. a. 2000, ISBN 3-17-016084-2.
- Allgemeine Ethik. 4. Aufl., Kohlhammer, Stuttgart 2003, ISBN 3-17-017948-9.
- Religionsphilosophie. Kohlhammer, Stuttgart 2003, ISBN 3-17-011568-5.
- Gemeinschaft – Tugend – Glück. Platon und Aristoteles über das gute Leben. Kohlhammer, Stuttgart 2004, ISBN 3-17-018288-9.
- Glauben weil es vernünftig ist, Kohlhammer, Stuttgart 2007, ISBN 3-17-019880-7
- Platon. Politikos. Übersetzung und Kommentar (= Platon: Werke. Übersetzung und Kommentar, hrsg. v. Ernst Heitsch u. a., II 4). Vandenhoeck, Göttingen 2008, ISBN 978-3-525-30407-5
- Sozialethik. Kohlhammer, Stuttgart 2014
- DVD-Veröffentlichung: Philosophische Ethik, 6 DVDs, Reihe: uni auditorium, Komplett-Media 2009